# Melodia (álbum)
Melodía es el cuarto de álbum de la banda australiana de garage rock The Vines. Se produjo con la compañía discográfica Ivy League Records. Fue lanzado el 12 de julio de 2008 en Australia, donde alcanzó el número 12 en las listas de éxitos de ese país.

## Lista de canciones
1. "Get Out" (2:11)
2. "Manger" (2:03)
3. "Autumn Shade III" (1:54)
4. "He's A Rocker" (1:55)
5. "Orange Amber" (2:01)
6. "Jamola" (0:59)
7. "True As The Night" (6:07)
8. "Braindead" (2:26)
9. "Kara Jayne"(2:08)
10. "MerryGoRound" (2:13)
11. "Hey" (1:34)
12. "A Girl I Knew" (2:19)
13. "Scream" (2:00)
14. "She Is Gone" (2:53)